# Passeport belge
 (décembre 2024).
Si vous disposez d'ouvrages ou d'articles de référence ou si vous connaissez des sites web de qualité traitant du thème abordé ici, merci de compléter l'article en donnant les références utiles à sa vérifiabilité et en les liant à la section « Notes et références ».
Le passeport belge (en néerlandais : Belgisch paspoort ; en allemand : belgischer Reisepass) est un document de voyage international délivré aux ressortissants belges, et qui peut aussi servir de preuve de la citoyenneté belge. Selon le cabinet « Henley & Partners Restrictions Visa Index » qui a établi un classement mondial en fonction de la liberté de voyage dont leurs citoyens jouissent, le passeport belge est en 2024 le quatrième « meilleur passeport » pour voyager dans le monde sans visa (à égalité avec le Luxembourg, la Norvège, le Portugal et le Royaume-Uni). Il donne accès à 191 pays à travers le monde, du moins lorsqu’il s’agit d’un séjour de moins de 90 jours.

## Liste des pays sans visa ou visa à l'arrivée

### Exemptions de visas avec un passeport belge

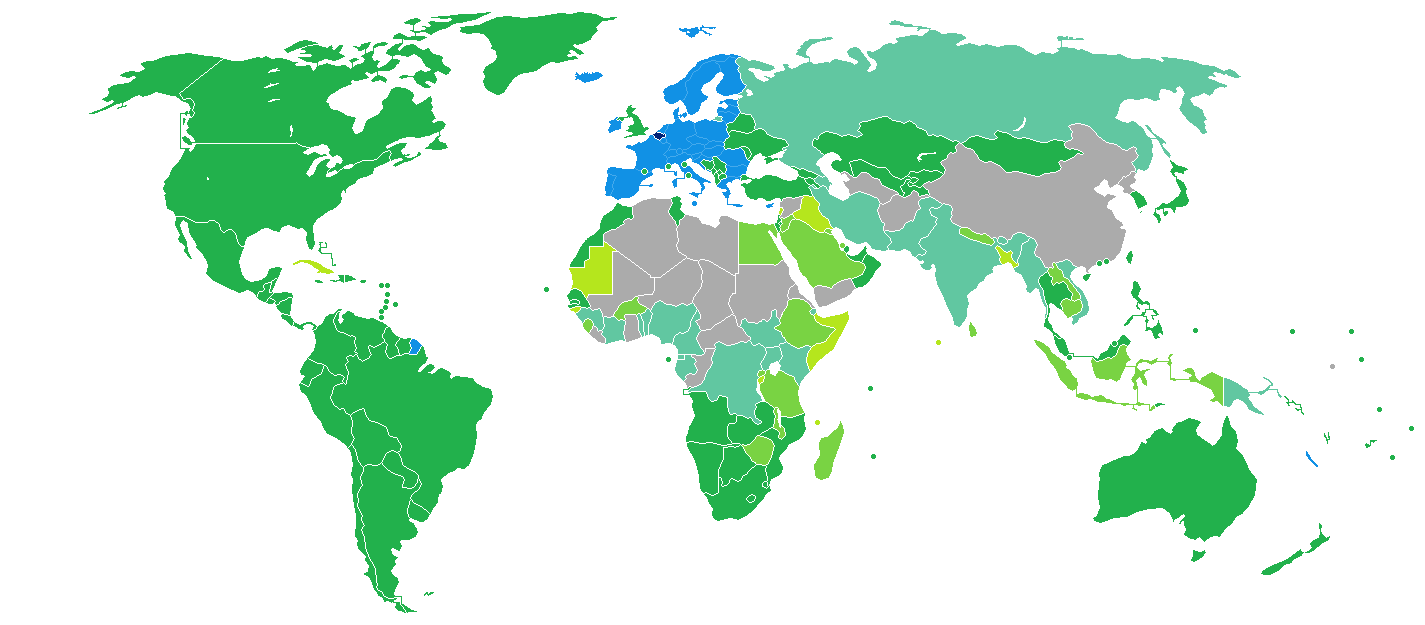
Belgique
Europe en liberté de mouvement
Visa non nécessaire
Visa à l'arrivée
Système de visa électronique
Visa électronique ou à l'arrivée
Visa requis avant l'arrivée

### Entrée en vertu des traités européens
| Allemagne Autriche Bulgarie Chypre Croatie Danemark Espagne Estonie Finlande France Grèce | Hongrie Irlande Islande Italie Lettonie Liechtenstein Lituanie Luxembourg Malte Norvège | Pays-Bas Pologne Portugal République tchèque Roumanie Slovaquie Slovénie Suède Suisse |

### Voyage sans visa pendant huit mois
| Bahamas |

### Voyage sans visa pendant six mois
| Canada |

### Voyage sans visa pendant 183 jours
| Pérou |

### Voyage sans visa pendant 180 jours
| Mexique | Panama |  |

### Voyage sans visa pendant quatre mois
|  |  |

### Voyage sans visa pendant trois mois
| Antigua et Barbuda Argentine Barbade Dominique Salvador Guyana                                                             | Honduras Hong-Kong Japon Kenya1 Koweït2 Malaisie | Maroc Namibie Nouvelle-Zélande Sénégal Tunisie Turquie3 Uruguay |
| |                                                  |                                                                 |
| 1Prix pour les visas à l'arrivée : USD50. 2Prix pour les visas à l'arrivée : KWD5. 3Prix pour les visas à l'arrivée : 25€. |                                                  |                                                                 |

### Voyage sans visa pendant 90 jours
| Afrique du Sud Albanie Bangladesh Bolivie Bosnie-Herzégovine Botswana Brésil Brunei Darussalam | Chili Colombie Corée du Sud Costa Rica Guatemala Malawi Moldova Nicaragua1 | Paraguay Serbia Taïwan Ukraine Venezuela Zambie2 |  |
|                                                                                                |                                                                            |                                                  |  |
| 1Prix pour les visas à l'arrivée : USD10. 2Prix pour les visas à l'arrivée : USD50.            |                                                                            |                                                  |  |

### Voyage sans visa pendant un mois
| Liban |

### Voyage sans visa pendant trente jours
| Égypte1 Émirats arabes unis                                                         | Indonésie2 Thaïlande |  |
|                                                                                     |                      |  |
| 1Prix pour les visas à l'arrivée : USD15. 2Prix pour les visas à l'arrivée : USD25. |                      |  |

### Voyage sans visa pendant 21 jours
| Philippines |

### Voyage sans visa pendant 14 jours
| Bahreïn                                |  |  |
|                                        |  |  |
| Prix pour les visas à l'arrivée: BHD5. |  |  |